# Serayah McNeill
Pour les articles homonymes, voir McNeill.
Serayah Ranee McNeill plus connue sous le nom Serayah McNeill ou Serayah est une actrice et chanteuse américaine née le 20 juin 1995 à Encinitas, en Californie. 
Elle est révélée par son rôle de Tiana Brown dans la série télévisée musicale Empire.

## Biographie

### Enfance et formation
Serayah McNeill est née à Encinitas, en Californie. Serayah commence à chanter et écrire à l'âge de 7 ans dans les églises et les spectacles de son école. Fan des chanteuses Aaliyah et Taylor Swift,  elle montre un grand intérêt pour le chant, tout comme pour la comédie et la danse. 
Elle est diplômée de l'université de Taft (en) à Woodland Hills, en Californie. Durant ses études, Serayah fait partie de l'équipe féminine de Basketball. Elle réside à Los Angeles, en Californie.

### Empireet révélation

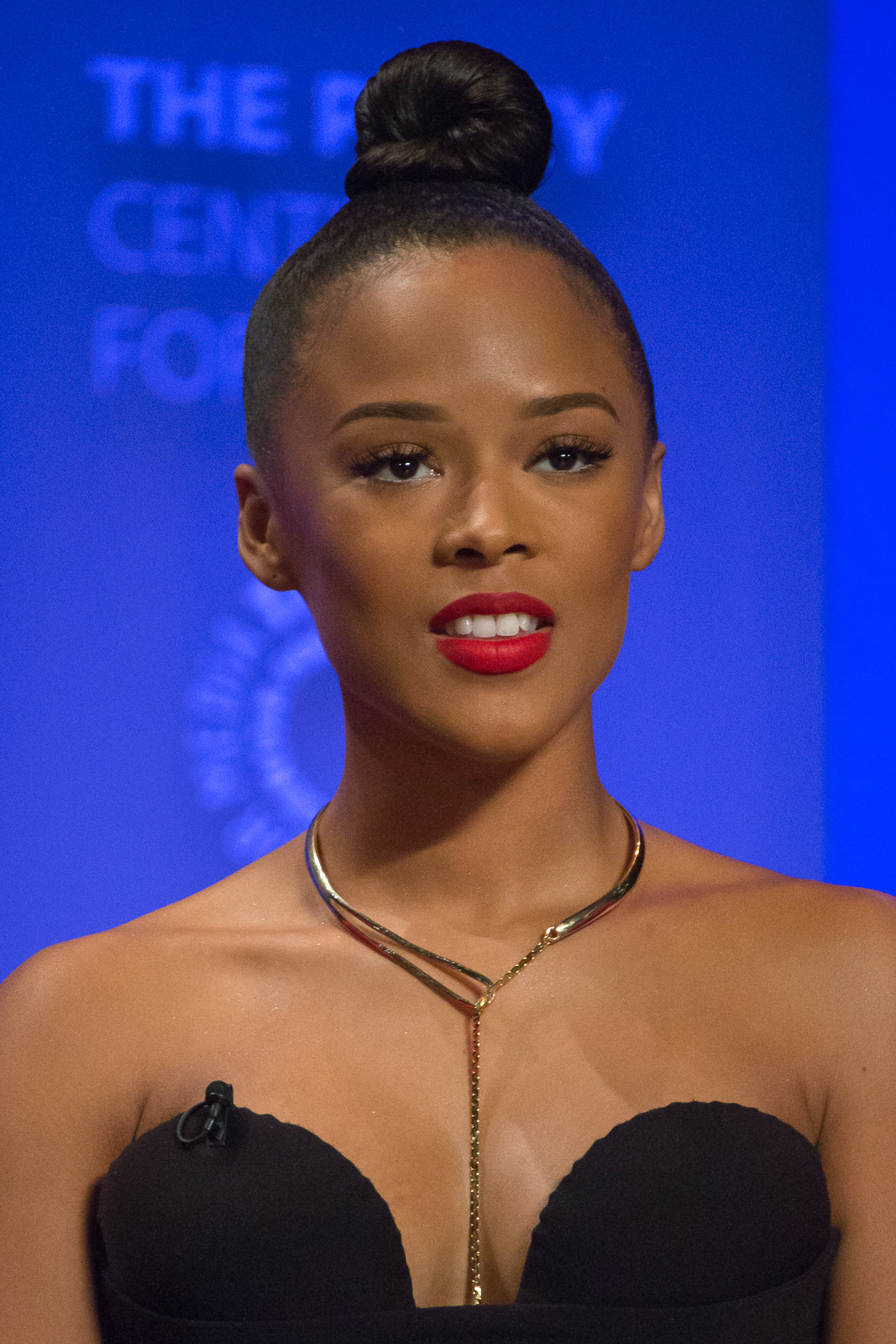
En 2016, au PaleyFest pour la série télévisée Empire.

En 2015, le personnage de Tiana Brown dans la série télévisée Empire est son premier rôle récurrent. Il s'agit d'un drame musical, qui raconte l'histoire d'une famille dans le milieu de l'industrie du hip hop. La série fait ses débuts à l'antenne, en 2015, elle reçoit une pluie de critiques positives et le succès commercial est important. La série est numéro un sur les 18-49 ans, cible très prisée des diffuseurs, elle est regardée par près de 75 % des femmes afro américaines.  
La musique est produite par le rappeur, chanteur et producteur à succès Timbaland et de nombreuses guest viennent renforcer les rangs de son casting et ainsi accroître sa visibilité. La même année, elle apparaît dans le clip vidéo de la chanson Bad Blood de Taylor Swift en tant que Dilemma. 
En 2016, elle co-présente la cérémonie des Billboard Music Awards. Lors de la deuxième saison d'Empire, son rôle devient régulier. Grâce à sa prestation, l'actrice est nommée, en 2017, dans la catégorie Meilleure révélation lors de la prestigieuse cérémonie des NAACP Image Awards. Au cinéma, elle fait office de second rôle dans le drame Burning Sands, nommé pour le Prix du Grand Jury lors du Festival du film de Sundance 2017.
En 2019, la FOX annonce le renouvellement d'Empire pour une sixième et dernière saison, malgré de très bonnes audiences, la série étant le second programme le plus regardé du réseau.

## Filmographie

### Cinéma
- 2014 : Chocolatto Is Back! : Fille DV n°1 (court-métrage)
- 2016 : The Blood Rage de Benjamin O. Jimerson-Phillips (en) : Liz
- 2016 : Lucky Girl de Greg Carter (en) : Lisa Jackson
- 2017 : Burning Sands de Gerard McMurray : Angel

### Télévision
- 2015 - 2020 : Empire : Tiana Brown (rôle récurrent)
- 2021 : Black Mafia Family

### Clip
- 2015 : Bad Blood de Taylor Swift ft. Kendrick Lamar : Dilemma[15]
- 2019 : Undecided de Chris Brown

## Discographie

### Singles d'Empire
- 2015 : Bad Girl en featuring avec V. Bozeman (en)
- 2015 : Adios
- 2015 : Keep It Movin en featuring avec Bryshere Y. Gray
- 2015 : Drip Drop en featuring avec Bryshere Y. Gray
- 2015 : You're So Beautiful en featuring avec Estelle, Terrence Howard, Jussie Smollett et Bryshere Y. Gray
- 2015 : Get No Better (2.0)
- 2015 : Do Something With It
- 2016 : Look But Don't Touch
- 2016 : Don't You Need Somebody avec RedOne, Enrique Iglesias, R. City et Shaggy
- 2016 : Body Speak
- 2016 : No Competition
- 2016 : Love Long Time
- 2016 : The Clap Back
- 2017 : Me
- 2017 : Starlight
- 2017 : Acces high
- 2017 : Starlight en featuring avec Bryshere Y. Gray
- 2017 : Get me right en featuring avec Sierra McClain et Bryshere Y. Gray
- 2017 : All in avec Bryshere Y. Gray
- 2017 : I got you
- 2017 : The big 20 avec Bryshere Y. Gray
- 2017 : Sexxy on 'em
- 2017 : It's your birthday avec Bryshere Y. Gray
- 2017 : Hate the game
- 2017 : Light It All Up
- 2017 : Let Me Rock

## Distinctions
Sauf indication contraire ou complémentaire, les informations mentionnées dans cette section proviennent de la base de données IMDb.

### Nominations
- Teen Choice Awards 2015 : Meilleure distribution pour Empire
- NAACP Image Awards 2017 : Meilleure révélation pour Empire